# I Created Disco
I Created Disco là album phòng thu đầu tay của nhạc sĩ người Scotland Calvin Harris, phát hành ngày 15 tháng 6 năm 2007 bởi Columbia Records. Nó tiếp nối các đĩa đơn "Acceptable in the 80s" và "The Girls", lần lượt đạt vị trí thứ 10 và 3 trên bảng xếp hạng UK Singles Chart. Album khởi đầu tại vị trí thứ tám trên bảng xếp hạng UK Albums Chart với doanh số trong tuần đầu tiên là 16.121 bản. Vào ngày 23 tháng 5 năm 2008, album được chứng nhận vàng bởi British Phonographic Industry (BPI). I Created Disco đã bán được 223.845 bản tại Anh Quốc tới tháng 11 năm 2014.

## Sáng tác và thu âm
Quá trình sáng tác và thu âm cho I Created Disco bắt đầu vào năm 2006 khi Harris quay trở về quê nhà Dumfries, Scotland, sau khi sống tại Luân Đôn hai năm. Tất cả quá trình thu âm và sản xuất album đều diễn ra trên một chiếc máy tính Amiga với phần mềm tracker OctaMED trong phòng thu tại nhà của Harris, được gọi là Calvinharrisbeats Studio. Tất cả 14 bài hát trong album được viết, sản xuất và biểu diễn một mình bởi Harris.

## Quảng bá
Trước khi phát hành album, Columbia phát hành hai đĩa đơn, "Acceptable in the 80s" và "The Girls", và Harris cùng ban nhạc của mình đã hỗ trợ cho cả Faithless và Groove Armada trên chuyến lưu diễn trực tiếp của họ trong quý hai năm 2007. Bìa album cũng được dùng để quảng bá iPod Nano thế hệ thứ tư màu vàng.

## Đánh giá chuyên môn
| Đánh giá chuyên môn | Đánh giá chuyên môn |
| Điểm trung bình     | Điểm trung bình     |
| Nguồn               | Đánh giá            |
| ------------------- | ------------------- |
| Metacritic          | 59/100              |
| Nguồn đánh giá      |                     |
| Nguồn               | Đánh giá            |
| AllMusic            | [ 6 ]               |
| BBC Music           | Tích cực            |
| Billboard           | Tích cực            |
| Drowned in Sound    | 1/10                |
| The Guardian        | [ 10 ]              |
| NME                 | 7/10                |
| Pitchfork           | 3.7/10              |
| PopMatters          | 4/10                |
| Stylus Magazine     | B                   |
| Yahoo! Music        | [ 15 ]              |

I Created Disco nhận được những đánh giá trái chiều từ các nhà phê bình âm nhạc. Tại Metacritic, một trang mạng tổng hợp điểm đánh giá trung bình của các nhà phê bình với thang điểm 100, album nhận được số điểm trung bình là 59, dựa trên 17 đánh giá.

## Danh sách bài hát
Tất cả các ca khúc được viết bởi Calvin Harris.
| STT | Nhan đề                   | Thời lượng |
| --- | ------------------------- | ---------- |
| 1.  | "Merrymaking at My Place" | 4:09       |
| 2.  | "Colours"                 | 4:01       |
| 3.  | "This Is the Industry"    | 3:56       |
| 4.  | "The Girls"               | 5:15       |
| 5.  | "Acceptable in the 80s"   | 5:32       |
| 6.  | "Neon Rocks"              | 3:48       |
| 7.  | "Traffic Cops"            | 0:54       |
| 8.  | "Vegas"                   | 5:41       |
| 9.  | "I Created Disco"         | 4:07       |
| 10. | "Disco Heat"              | 4:30       |
| 11. | "Vault Character"         | 0:08       |
| 12. | "Certified"               | 4:06       |
| 13. | "Love Souvenir"           | 4:18       |
| 14. | "Electro Man"             | 4:58       |

| Các bài hát bổ sung trong phiên bản trên iTunes Store tại Anh Quốc và Úc | Các bài hát bổ sung trong phiên bản trên iTunes Store tại Anh Quốc và Úc | Các bài hát bổ sung trong phiên bản trên iTunes Store tại Anh Quốc và Úc |
| STT                                                                      | Nhan đề                                                                  | Thời lượng                                                               |
| ------------------------------------------------------------------------ | ------------------------------------------------------------------------ | ------------------------------------------------------------------------ |
| 15.                                                                      | "We're All the Same"                                                     | 3:56                                                                     |

| Các bài hát bổ sung trong phiên bản trên iTunes Store tại Ý | Các bài hát bổ sung trong phiên bản trên iTunes Store tại Ý | Các bài hát bổ sung trong phiên bản trên iTunes Store tại Ý |
| STT                                                         | Nhan đề                                                     | Thời lượng                                                  |
| ----------------------------------------------------------- | ----------------------------------------------------------- | ----------------------------------------------------------- |
| 15.                                                         | "Acceptable in the 80s" (Tom Neville Remix)                 | 7:11                                                        |
| 16.                                                         | "The Girls" (Groove Armada Remix)                           | 8:04                                                        |
| 17.                                                         | "Merrymaking at My Place" (Deadmau5 Remix)                  | 5:28                                                        |

| Các bài hát bổ sung trong phiên bản tại Nhật Bản | Các bài hát bổ sung trong phiên bản tại Nhật Bản | Các bài hát bổ sung trong phiên bản tại Nhật Bản |
| STT                                              | Nhan đề                                          | Thời lượng                                       |
| ------------------------------------------------ | ------------------------------------------------ | ------------------------------------------------ |
| 15.                                              | "Rock 'N Roll Attitude"                          | 3:19                                             |
| 16.                                              | "Love for You"                                   | 3:52                                             |
| 17.                                              | "The Girls" (Groove Armada Remix)                | 8:03                                             |
| 18.                                              | "Acceptable in the 80s" (Tom Neville Remix)      | 7:16                                             |

| Đĩa bổ sung trong phiên bản tại Pháp | Đĩa bổ sung trong phiên bản tại Pháp        | Đĩa bổ sung trong phiên bản tại Pháp |
| STT                                  | Nhan đề                                     | Thời lượng                           |
| ------------------------------------ | ------------------------------------------- | ------------------------------------ |
| 1.                                   | "Rock 'N Roll Attitude"                     | 3:19                                 |
| 2.                                   | "We're All the Same"                        | 3:56                                 |
| 3.                                   | "Love for You"                              | 3:52                                 |
| 4.                                   | "Merrymaking at My Place" (Mr Oizo Remix)   | 3:29                                 |
| 5.                                   | "Acceptable in the 80s" (Tom Neville Remix) | 7:16                                 |
| 6.                                   | "The Girls" (Groove Armada Remix)           | 8:03                                 |
| 7.                                   | "The Girls" (Acoustic Version)              | 3:30                                 |

## Các cá nhân
Phần ghi công lấy từ phần ghi chú của I Created Disco.
- Calvin Harris – hát, sắp xếp, nhạc cụ, sản xuất
- Guy Davie – điều khiển
- Joanne Morris – thiết kế

## Xếp hạng
| Bảng xếp hạng (2007–08)                       | Vị trí cao nhất |
| --------------------------------------------- | --------------- |
| Úc Dance Albums (ARIA)                        | 11              |
| European Albums (Billboard)                   | 32              |
| Album Pháp (SNEP)                             | 95              |
| Album Ireland (IRMA)                          | 34              |
| Album Scotland (OCC)                          | 6               |
| Album Anh Quốc (OCC)                          | 8               |
| Album Anh Quốc Dance (OCC)                    | 1               |
| Album Hoa Kỳ Top Dance/Electronic (Billboard) | 19              |

## Chứng nhận
| Quốc gia       | Chứng nhận | Số đơn vị/doanh số chứng nhận |
| -------------- | ---------- | ----------------------------- |
| Anh Quốc (BPI) | Vàng       | 223,845                       |

## Lịch sử phát hành
| Khu vực  | Ngày                | Nhãn đĩa          | Tham khảo |
| -------- | ------------------- | ----------------- | --------- |
| Ireland  | 15 tháng 6 năm 2007 | Fly Eye Columbia  | [ 30 ]    |
| Anh Quốc | 18 tháng 6 năm 2007 | Fly Eye Columbia  | [ 31 ]    |
| Nhật Bản | 27 tháng 6 năm 2007 | Sony              | [ 19 ]    |
| Úc       | 6 tháng 7 năm 2007  | Red Label         | [ 32 ]    |
| Hoa Kỳ   | 4 tháng 9 năm 2007  | Almost Gold       | [ 33 ]    |
| Benelux  | 13 tháng 1 năm 2008 | [PIAS]            | [ 34 ]    |
| Pháp     | 4 tháng 2 năm 2008  | Cinq 7 Wagram     | [ 20 ]    |
| Đức      | 18 tháng 4 năm 2008 | Ministry of Sound | [ 35 ]    |